# ألي هيلز
ألي هيلز (بالإنجليزية: Ali Hillis) هي ممثلة أمريكية، ولدت في 29 ديسمبر 1978 في الولايات المتحدة.

## أعمال

### أفلام
- (2005) القصة غير مروية
- (2008) بيفرلي هيلز تشيواوا[5][6]

### مسلسلات
- جاغ
- كاسل

## وصلات خارجية
- ألي هيلز على موقع IMDb (الإنجليزية)
- ألي هيلز على موقع ميتاكريتيك (الإنجليزية)
- ألي هيلز على موقع روتن توميتوز (الإنجليزية)
- ألي هيلز على موقع ألو سيني (الفرنسية)
- ألي هيلز على موقع ميوزك برينز (الإنجليزية)
- ألي هيلز على موقع أول موفي (الإنجليزية)
- ألي هيلز على موقع قاعدة بيانات الأفلام السويدية (السويدية)
- ألي هيلز على موقع ديسكوغز (الإنجليزية)
- ألي هيلز على موقع قاعدة بيانات الفيلم (الإنجليزية)
- ألي هيلز على موقع كينوبويسك (الروسية)